# Mari Carme Giner Roig
Mari Carme Giner Roig (Alboraia, 3 d'octubre de 1962) és una actriu de doblatge, música i cantant valenciana, membre de Carraixet. Com a dobladora, Giner ha interpretat el personatge de Son Goku en la versió valenciana de Bola de Drac.
Mari Carme Giner és filla d'un dels fundadors de Carraixet, Lleonard Giner. Forma part del grup que son pare fundà, on toca el fiscorn.
Ha participat en el doblatge a valencià d'algunes sèries com ara Les tres bessones i Bola de Drac.
Giner va ser escollida per formar part de Family duo, un programa de concurs de talents que la cadena pública valenciana À punt Mèdia va començar a emetre el programa el setembre de 2018. L'any 2019 es va obrir una tria per escollir candidats per a la segona temporada del xou, durant la qual també Mari Carme Giner formà part del jurat.